# Dog Factory
Dog Factory est un film muet américain réalisé par Edwin S. Porter et sorti en 1904.

## Synopsis
Deux hommes ont inventé une machine à transformer les chiens en saucisses, mais l'inverse est aussi possible.

## Fiche technique
- Titre : Dog Factory
- Réalisation : Edwin S. Porter
- Chef opérateur : Edwin S. Porter
- Production : Edison Manufacturing Company
- Genre : Comédie
- Durée : 4 minutes
- Date de sortie :
  - États-Unis : mai 1904